# NamBa HIPS

namBa HIPS는 일본 오사카부 오사카시 주오구 난바 1쵸메에 있는 복합 레저 시설이다.